# Yıldızköy, Adilcevaz
Yıldızköy là một xã thuộc huyện Adilcevaz, tỉnh Bitlis, Thổ Nhĩ Kỳ. Dân số thời điểm năm 2011 là 38 người.